# Josep Borràs
Josep Borràs Roca (Tarrasa, Vallés Occidental, 1958) es un músico, fagotista y profesor de música español. De 2008 a 2018 fue director de la Escuela Superior de Música de Cataluña.

## Biografía y trayectoria
Josep Borràs Roca es profesor superior de fagot por el Conservatorio Municipal de Barcelona, por la Musik Akademie de Basilea en Suiza, y doctor en Musicología por la Universidad Autónoma de Barcelona. 
Empezó a estudiar el fagot en Barcelona junto al maestro Joan Carbonell, y más adelante se introdujo en el campo de la música antigua de la mano del maestro Enric Gispert. En 1980 se trasladó a Basilea, donde residió hasta 1983. En esta ciudad continuó con los estudios de fagot moderno, barroco y bajón en el conservatorio de la ciudad suiza y también en la Schola Cantorum Basiliensis. A partir de esta estancia en Suiza, empezó a colaborar en grupos dirigidos por Nikolaus Harnoncourt o Philippe Herreweghe. Posteriormente también colaboró en formaciones como "Le Concert des Nations" y "Hesperion XXI", "La Capilla Real", dirigida por Jordi Savall, o la Orquesta de Cámara del Teatro Libre. Su labor como profesor de fagot y de música de cámara la llevó a ejercer la docencia en varios conservatorios de Cataluña, Andorra y Cantabria. 
En 2004 llevó a cabo su tesis doctoral en la Universidad Autónoma de Barcelona sobre "El bajón en la Península Ibérica".